# Réserve naturelle de la Côte de Gargantua
La réserve naturelle de la Côte de Gargantua est une réserve naturelle régionale créée en 1995 et située en Vallée d'Aoste, sur la commune de Gressan.

## Toponyme
Selon la légende, la Côte recouvrirait le petit orteil du géant Gargantua.

## Territoire
La réserve s'étend sur une colline d'origine morainique. L'hypothèse la plus répandue au début affirmait qu'elle aurait été formée par le glacier ayant creusé la vallée de la Doire baltée. Une hypothèse successive affirme qu'elle aurait été façonnée par le torrent Gressan, qui descend de la combe de Pila.

## Galerie de photos

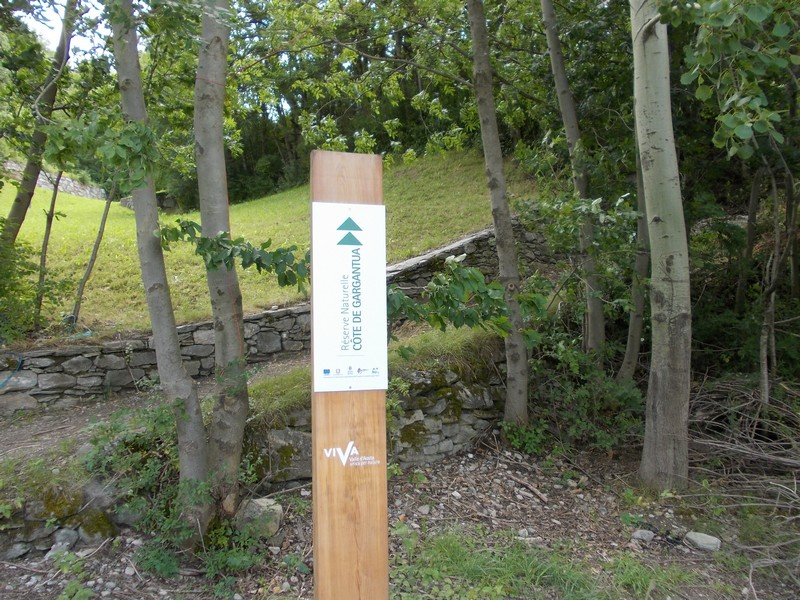
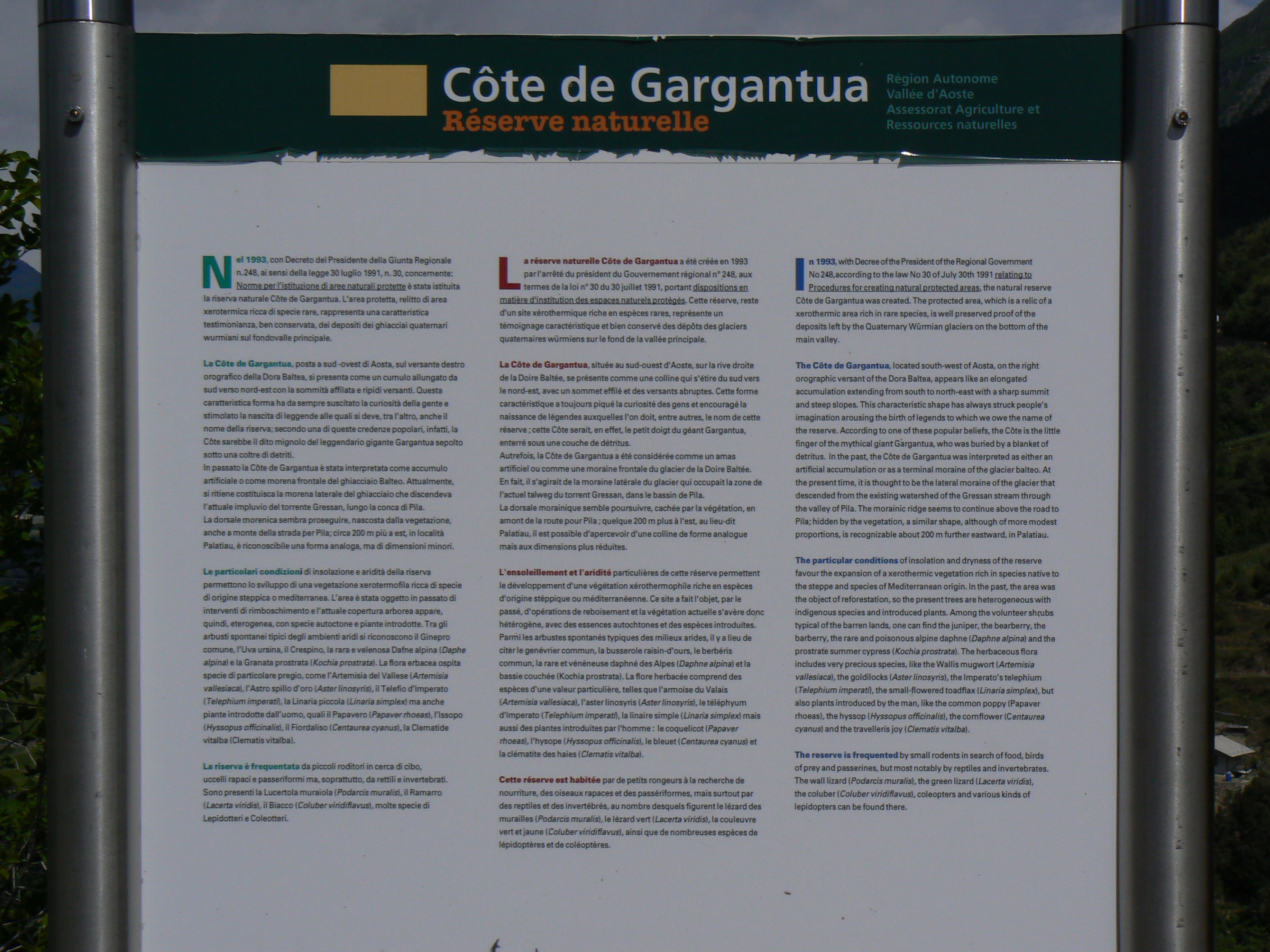
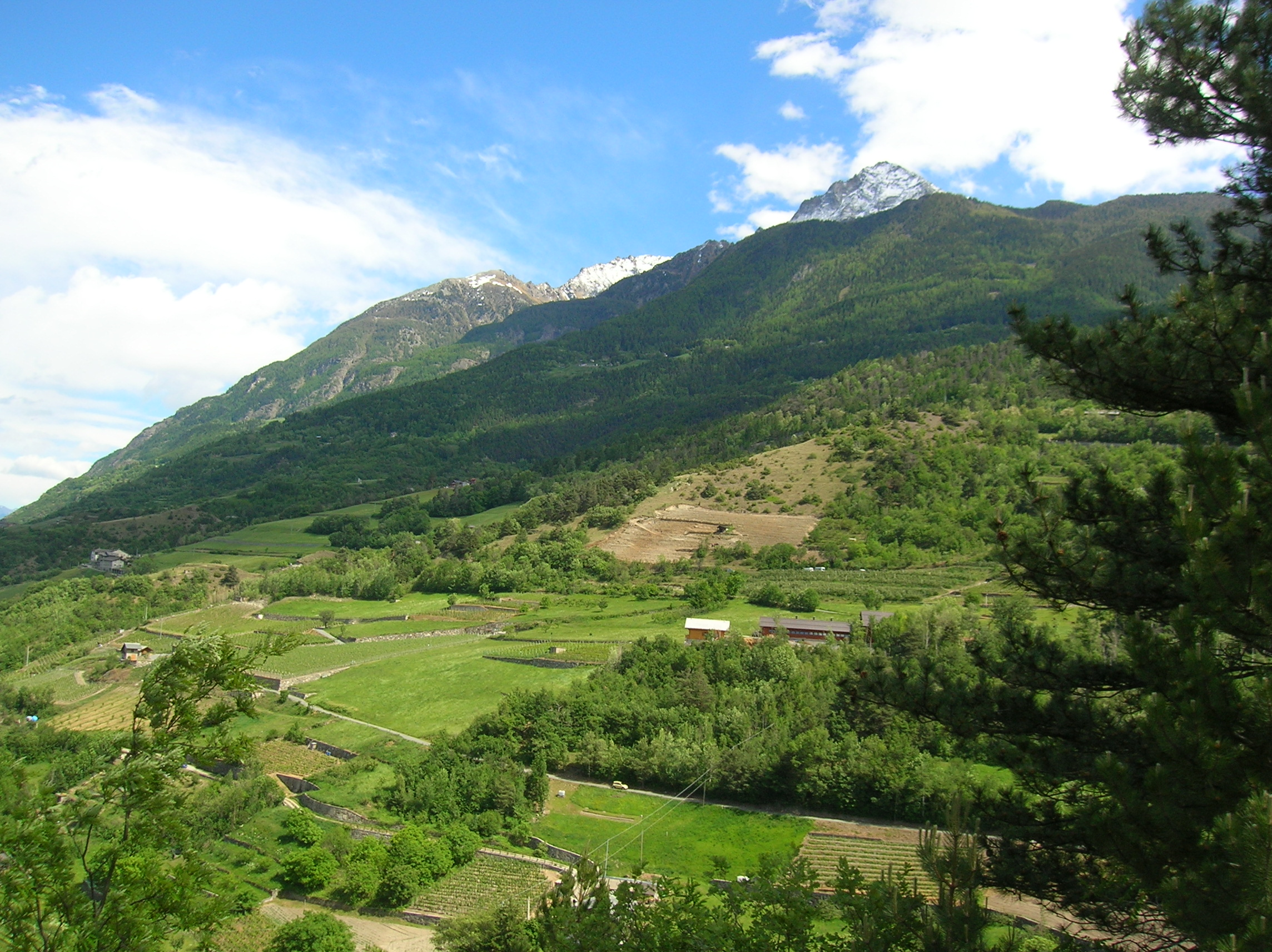
Vue de la Côte de Gargantua. À l'arrière-plan, le pic de Nona